# Mecias de Jesus
Antonio Mecias Pereira de Jesus, mais conhecido como Mecias de Jesus (Graça Aranha, 8 de fevereiro de 1962), é um político e empresário brasileiro filiado ao Republicanos, eleito senador pelo estado de Roraima.  

## Biografia
A família de Mecias chegou ao então Território Federal de Roraima quando ele tinha doze anos, e se instalaram em São João da Baliza. Trabalhou como engraxate, agricultor, garçom e jardineiro antes de ingressar no serviço público em 1979. Formou-se em Gestão Financeira. Foi coordenador do Instituto Nacional de Colonização e Reforma Agrária (INCRA) no sul do estado, e Secretário Municipal de Finanças e Administração em São João da Baliza.
Mecias foi vereador de São João da Baliza (1993-1994) e deputado estadual por 6 mandatos consecutivos (eleito em 1994, reeleito 1998, 2002, 2006, 2010 e 2014), sendo presidente da ALE-RR por oito anos. Foi eleito senador pelo estado de Roraima nas eleições de 2018, ao superar Romero Jucá por uma margem ínfima de 434 votos. No segundo turno das eleições 2018, Mecias e seu filho, o deputado federal Johnathan de Jesus, reafirmaram seu apoio a Antônio Denarium e Jair Bolsonaro, candidatos a  governador e presidente pelo PSL.
Em 2020, o Tribunal Regional Eleitoral de Roraima negou por unanimidade o pedido para cassar o mandato de Mecias de Jesus. A ação movida por Romero Jucá acusava Mecias de abuso de poder econômico e captação ilícita de votos nas eleições de 2018. Outro processo no Tribunal Regional Federal da 1ª Região, parte das investigações da Operação Praga do Egito, seguia parado em 2019.
Em junho de 2019, votou contra o Decreto das Armas do governo, que flexibilizava porte e posse para o cidadão.
Mecias é Líder do Republicanos no Senado e segundo vice-presidente nacional do partido.
Eleito por diversas vezes como o principal senador de Roraima pelo prêmio Os Cabeças do Congresso, pelo levantamento do DIAP e conhecido como o senador que faz mais por Roraima.  Entre seus principais projetos está a emenda que possibilitou a inclusão de Roraima no sistema nacional de energia através do Linhão de Tucuruí, o projeto de lei que obriga o SUS a oferecer tratamento gratuito para menopausa, o projeto que cria a Universidade do Campo, o projeto que cria o Fundo Nacional para Emergências Climáticas, entre outros. Destaca-se o seu trabalho em benefício do micro e pequeno produtor rural. 

## Controvérsias
Estadão Conteúdo – O corregedor do Senado, Roberto Rocha (PSDB-MA), enviará ainda esta semana para a Polícia Federal a imagem do voto do senador Mecias de Jesus (PRB-RR), que, segundo a revista “Crusoé”, é um dos principais suspeitos de fraudar a votação para presidente da Casa. A Corregedoria também encaminhará à autoridade policial todas as imagens das câmeras de segurança e dos celulares de senadores que registraram a votação para a escolha do presidente do Senado. Porém, conforme comprovado em levantamento publicado na mesma publicação, o próprio corregedor atesta que "não há conclusão" e que o senador foi absolvido no Senado. 
Na eleição, havia um voto a mais depositado na urna do que o número de parlamentares. Esta votação foi anulada e a seguinte elegeu Davi Alcolumbre (DEM-AP) presidente do Senado. Na semana passada, o Estado mostrou que nas gravações do circuito interno de TV do Senado haveria ao menos seis parlamentares suspeitos de participação no escândalo da 82ª cédula surgida na eleição para presidente do Senado. Posteriormente, com as investigações sendo conduzidas, descartou-se o envolvimento do senador com a suspeita, embora a manchete inicial ainda seja amplamente utilizada para causar dolo a imagem do parlamentar por seus adversários políticos. 
https://blogs.ne10.uol.com.br/jamildo/2019/02/21/mecias-de-jesus-e-suspeito-de-votar-duas-vezes-na-eleicao-do-senado-diz-revista/